# باشق قزم
البَاشِقُ القَزَمِ أو البَاشِقُ الصَّغيرِ، هو أحد أنواع الجوارح المُنتمية لفصيلة البيزان، وهي من الطيور المُقيمة والمُستوطنة في إندونيسيا، حيثُ يقتصر وُجودها على جزيرتيّ سولاوسي وبوتون. موائلها الطبيعيَّة هي الغابات الرطبة الجبليَّة الاستوائيَّة وشبه الاستوائيَّة، والغابات الواطئة إلى حدٍّ أقل. تتشابهُ هذه الطيور والباشق خمري الصدر قاطن أرخبيل والاسيا بشكلٍ كبير، لكن يُعتقد أنَّها أكثرُ صلةً بباشق بسرى، الأمر الذي يحول دون التعرُّف عليها بشكلٍ دقيق، وبالتالي يُمكنُ القول بأنَّ توثيقها ودراستها العلميَّة غير مُتكاملة. هذه البواشق هي إحدى أصغر أفراد الفصيلة، إذا يصلُ طولها إلى 25 سنتيمترًا (10 إنشات) تقريبًا. تعيشُ على قنص الحشرات والعصافير الصغيرة.
يتهددها تدمير موائلها وبيئتها الطبيعيَّة، وليس هُناك مُشاهدات عينيَّة كثيرة موثقة لها، لكنَّهُ من المعروف أنَّها تقطنُ مُنتزه «لور ليندو» القومي.